# 格里西莱普拉特尔
格里西莱普拉特尔（法語：Grisy-les-Plâtres，法語發音：[ɡʁizi le platʁ] ⓘ）是法国法兰西岛大区瓦兹河谷省的一个市镇，属于蓬图瓦兹区。

## 地理
格里西莱普拉特尔（49°7'55"N, 2°2'58"E）面积7.15 平方千米，位于法国法蘭西島大區瓦兹河谷省，该省份为法国北部内陆省份，北起瓦兹省，西接厄尔省，南至塞纳-圣但尼省、上塞纳省和伊夫林省，东临塞纳-马恩省。
与格里西莱普拉特尔接壤的市镇（或旧市镇、城区）包括：特维尔、布雷昂松、韦克桑地区科尔梅耶、埃皮艾-吕、热尼库尔。

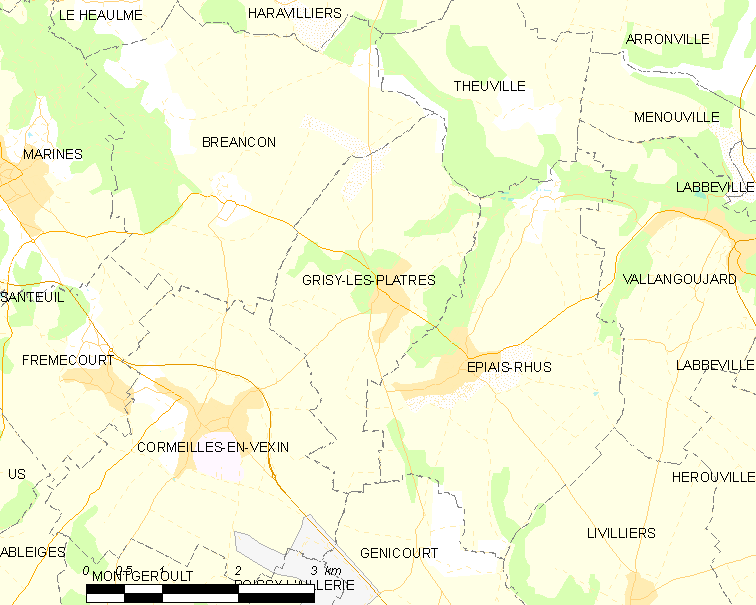
格里西莱普拉特尔的OSM定位图

格里西莱普拉特尔的时区为UTC+01:00、UTC+02:00（夏令时）。

## 行政
格里西莱普拉特尔的邮政编码为95810，INSEE市镇编码为95287。

## 政治
格里西莱普拉特尔所属的省级选区为蓬图瓦兹县。

## 人口

1962-2008年间格里西莱普拉特尔人口变化图示

格里西莱普拉特尔于2022年1月1日时的人口数量为706人。